# 荻野美穂
荻野 美穂（おぎの みほ、1945年10月16日 - ）は、日本の歴史学者。
専門は、女性史・ジェンダー研究。学位は、博士（人文科学）（お茶の水女子大学・論文博士・2000年）（学位論文「アメリカ合衆国の人工妊娠中絶論争 その歴史と意味についての研究」）。
大阪大学教授、同志社大学教授を経て、大阪大学名誉教授。

## 略歴
中国・青島市生まれ。1968年神戸女学院大学文学部英文科卒業。1985年奈良女子大学大学院文学研究科史学科修士課程修了、1987年同大学院人間文化研究科博士課程中退。2000年「アメリカ合衆国の人工妊娠中絶論争 その歴史と意味についての研究」でお茶の水女子大学より博士（人文科学）の学位を取得。
京都文教大学助教授、2001年大阪大学文学部日本学助教授、同文学研究科教授、2009年定年退任、同志社大学グローバル・スタディーズ研究科教授。2015年退職。

## 著書
- 『生殖の政治学 - フェミニズムとバース・コントロール』（山川出版社） 1994
- 『中絶論争とアメリカ社会 - 身体をめぐる戦争』（岩波書店） 2001
- 『ジェンダー化される身体』（勁草書房） 2002
- 『「家族計画」への道 近代日本の生殖をめぐる政治』（岩波書店） 2008
- 『女のからだ フェミニズム以後』（岩波新書） 2014年

### 編著
- 『資源としての身体 - Economy』（岩波書店、身体をめぐるレッスン2） 2006
- 『「性」の分割線 - 近・現代日本のジェンダーと身体』（青弓社） 2009

### 共編著
- 『制度としての「女」 - 性・産・家族の比較社会史』（田辺玲子, 姫岡とし子, 千本暁子, 長谷川博子, 落合恵美子、平凡社） 1990
- 『男性論 - 共同研究』（西川祐子、人文書院） 1999
- 『構築主義とは何か』（上野千鶴子, 千田有紀, 赤川学, 飯田祐子, 中谷文美, 荻野美穂, 加藤秀一, 竹村和子, 北田暁大他、上野千鶴子編、勁草書房） 2001.2　ISBN 978-4326652457
- 『フェミニズムの時代を生きて』（西川祐子, 上野千鶴子, 荻野美穂、岩波書店、岩波現代文庫） 2011.11　ISBN 978-4006032319

## 翻訳
- 『性の儀礼 - 近世イギリスの産の風景』（アンガス・マクラレン、人文書院） 1989
- 『ノスタルジアの社会学』（F・デーヴィス、世界思想社） 1990
- 『ジェンダーと歴史学』（ジョーン・W・スコット、平凡社） 1992、平凡社ライブラリー 2004、改訂版 2022
- 『セックスとナチズムの記憶 20世紀ドイツにおける性の政治化』（ダグマー・ヘルツォーク、川越修, 田野大輔共訳、岩波書店） 2012
- 『女らしさの神話（上下）』（ベティ・フリーダン、岩波文庫） 2024

## 参考
- 荻野美穂教授 略歴・主要業績 大阪大学大学院文学研究科紀要 2009-03